# رائول رودریگز (بازیکن فوتبال)
رائول رودریگز (انگلیسی: Raúl Rodríguez؛ زادهٔ ۲۲ سپتامبر ۱۹۸۷) بازیکن فوتبال اهل اسپانیا است.
از باشگاه‌هایی که در آن بازی کرده‌است می‌توان به باشگاه فوتبال اسپانیول و هیوستون دینامو اشاره کرد.
وی همچنین در تیم ملی فوتبال کاتالونیا بازی کرده‌است.